# Lista över papegojsläkten
Släkten inom familjen papegojor (Psittacidae)
| SysTax | ITIS (omfattar även kakaduor) |
| --- | --- |
| - Agapornis - Alisterus - Amanzona - Amazona - Amoropsittaca - Androglossa - Anodorhynchus - Aprosmictus - Ara - Aror - Arara - Aratinga - Bolborhynchus - Brotogeris - Brotogerys - Cacatoes - Chalcopsittacus - Chrysotis - Conuropsis - Conurus - Coracopis - Coracopsis - Cyanoliseus - Cyanopsitta - Cyanorhamphus - Cyclopsittacus - Deroptyus - Diopsittaca - Eos - Eupsittula - Forpus - Geoffroyus - Graydidascalus - Guarouba - Gypopsitta - Hapalopsittaca - Lorius - Micropsitta - Myiopsitta - Nandayus - Neopsittacus - Opopsitta - Oreopsittacus - Palaeornis - Pionias - Pionites - Pionopsitta - Pionus - Poeocephalus - Poicephalus - Primolius - Prioniturus - Psilopiagon - Psilopsiagon - Psittacara - Psittacaria - Psittacella - Psittacula - Psittaculus - Psittacus - Psitteuteles - Pyrrhura - Sittace - Thectocercus - Touit - Triclaria | - Agapornis Selby, 1836 - Alisterus Mathews, 1911 - Amazona Lesson, 1830 - Anodorhynchus Spix, 1824 - Aprosmictus Gould, 1843 - Ara Lacépède, 1799 - Aratinga Spix, 1824 - Barnardius - Bolbopsittacus Salvadori, 1891 - Bolborhynchus Bonaparte, 1857 - Brotogeris Vigors, 1825 - Cacatua Vieillot, 1817 - Callocephalon Lesson, 1837 - Calyptorhynchus Desmarest, 1826 - Chalcopsitta Bonaparte, 1850 - Charmosyna Wagler, 1832 - Conuropsis Salvadori, 1891 - Coracopsis Wagler, 1832 - Cyanoliseus Bonaparte, 1854 - Cyanopsitta Bonaparte, 1854 - Cyanoramphus Bonaparte, 1854 - Cyclopsitta Reichenbach, 1850 - Deroptyus Wagler, 1832 - Eclectus Wagler, 1832 - Enicognathus Gray, 1840 - Eolophus Bonaparte, 1854 - Eos Wagler, 1832 - Eunymphicus Peters, 1937 - Forpus Boie, 1858 - Geoffroyus Bonaparte, 1850 - Geopsittacus Gould, 1861 - Glossopsitta Bonaparte, 1854 - Graydidascalus Bonaparte, 1854 - Gypopsitta Bonaparte, 1856 - Hapalopsittaca Ridgway, 1912 - Lathamus Lesson, 1830 - Leptosittaca Berlepsch & Stolzmann, 1894 - Loriculus Blyth, 1850 - Lorius Boddaert, 1783 - Mascarinus Lesson, 1830 - Melopsittacus Gould, 1840 - Micropsitta Lesson, 1831 - Myiopsitta Bonaparte, 1854 - Nandayus Bonaparte, 1854 - Nannopsittaca Ridgway, 1912 - Neophema Salvadori, 1891 - Neopsephotus Mathews, 1912 - Neopsittacus Salvadori, 1875 - Nestor Lesson, 1830 - Northiella Mathews, 1912 - Nymphicus Wagler, 1832 - Ognorhynchus Bonaparte, 1857 - Opopsitta - Oreopsittacus Salvadori, 1877 - Pezoporus Illiger, 1811 - Phigys Gray, 1870 - Pionites Heine, 1890 - Pionopsitta Bonaparte, 1854 - Pionus Wagler, 1832 - Platycercus Vigors, 1825 - Poicephalus Swainson, 1837 - Polytelis Wagler, 1832 - Prioniturus Wagler, 1832 - Probosciger Kuhl, 1820 - Prosopeia Bonaparte, 1854 - Psephotus Gould, 1845 - Pseudeos Peters, 1935 - Psittacella Schlegel, 1871 - Psittacula Cuvier, 1800 - Psittaculirostris Gray & Gray, 1859 - Psittacus Linnaeus, 1758 - Psitteuteles Bonaparte, 1854 - Psittinus Blyth, 1842 - Psittrichas Lesson, 1831 - Purpureicephalus Bonaparte, 1854 - Pyrrhura Bonaparte, 1856 - Rhynchopsitta Bonaparte, 1854 - Strigops Gray, 1845 - Tanygnathus Wagler, 1832 - Touit Gray, 1855 - Trichoglossus Stephens, 1826 - Triclaria Wagler, 1832 - Vini Lesson, 1833 |